# Aspid SS
Der Aspid SS ist ein Supersportwagen, der von Aspid hergestellt wurde. Sein Basis-Preis betrug 95 000 Euro. Es gab zwei Modelle, den Sport und den Supersport.

## Hintergrund
Designer Ignacio Fernandez Rodriguez (IFR), vorher bei Prodrive und Mitsubishi, arbeitete insgesamt fünf Jahre mit seinem Ingenieurteam in Reus, Spanien, an dem Supersportwagen, der neue Standards setzen sollte. Es handelt sich um einen Wagen mit zwei Sitzen, der klein, mit seinen gerade mal 740 Kilogramm sehr leicht und kompakt gebaut wurde. Er sollte vor allem als Demonstration dienen, was das Unternehmen Aspid technologisch im Stande zu leisten ist. So wurde auch Wert auf einen niedrigen CO2-Ausstoß gelegt und es wurden sowohl die Standards der Fédération Internationale de l’Automobile (FIA) als auch die der ECE-Homologation erfüllt.
Der Aspid SS wurde erstmals 2008 im Rahmen British International Motor Show der Öffentlichkeit präsentiert.
Der Name Aspid ist von der Aspisviper abgeleitet, die Kleopatra getötet haben soll. Er soll die Assoziation einer schnellen, wendigen Schlange, einer Viper oder einer Kobra, wecken.

## Technik
Das Auto wurde vor allem durch mehrere Patente bekannt, die eine Besonderheit darstellen. Zum einen das sogenannt Twin Brake Disc System, also zwei Bremsen, die normalerweise in Motorrädern verbaut werden. Dazu kommt das Dual Lip Reinforcement (DLR), eine Doppelquerlenkerachse, die sich aerodynamisch einpasst. Auch das Spaceframefahrgestell ist patentiert und besteht aus Aluminium. Das Auto hat Scherentüren, das Dach ist hochklappbar. Als Motor wurde ein R4-Ottomotor aus dem Honda S2000, der beim Model Super Sport mit einem Kompressor von Vortech aufgeladen ist, verbaut. Von 0 auf 100 km/h beschleunigt das Fahrzeug innerhalb von 2,8 Sekunden und wird bei einer Höchstgeschwindigkeit von 250 km/h abgeregelt. Das Fahrzeug hat kein Kombiinstrument im Armaturenbrett; die Motordrehzahl und die Geschwindigkeit des Fahrzeugs werden mit einem Bildschirm im abnehmbaren Lenkrad angezeigt.

## Technische Daten
| Kenngrößen                                 | Aspid Sport                  | Aspid S                      |
| Motorkenndaten                             | Motorkenndaten               | Motorkenndaten               |
| ------------------------------------------ | ---------------------------- | ---------------------------- |
| Motorart                                   | Ottomotor                    | Ottomotor                    |
| Motorbauart                                | R4                           | R4                           |
| Motoraufladung                             | –                            | Kompressor                   |
| Gemischaufbereitung                        | Saugrohreinspritzung         | Saugrohreinspritzung         |
| Verdichtung                                | 11,0 : 1                     | 11,0 : 1                     |
| variable Ventilsteuerung                   | VTEC                         | VTEC                         |
| Hubraum                                    | 1997 cm³                     | 1997 cm³                     |
| max. Leistung                              | 198 kW (269 PS) bei 8600/min | 297 kW (402 PS) bei 8600/min |
| max. Drehmoment                            | 225 Nm bei 7800/min          | 326 Nm bei 7800/min          |
| Kraftübertragung                           |                              |                              |
| Antrieb, serienmäßig                       | Hinterradantrieb             | Hinterradantrieb             |
| Getriebe, serienmäßig                      | 6-Gang-Schaltgetriebe        | 6-Gang-Schaltgetriebe        |
| Messwerte                                  |                              |                              |
| Höchstgeschwindigkeit                      | 250 km/h (1)                 | 250 km/h (1)                 |
| Beschleunigung, 0–100 km/h                 | 3,7 s                        | 2,8 s                        |
| Kraftstoffverbrauch auf 100 km, kombiniert | 4,8 l Super                  | 5,5 l Super                  |
| CO2-Emission, kombiniert                   | k. A.                        | k. A.                        |
| Tankinhalt                                 | 47 l                         | 47 l                         |

Quelle:

## Weitere Daten
- Chassis: Aluminium